# Tadhg Beirne
Tadhg Gerard Beirne (* 8. ledna 1992, Eadestown) je ragbista hrající na pozici druhořadníka za irskou reprezentaci a irský klub Munster.
V roce 2017 a 2023 vyhrál mezinárodní ligu United Rugby Championship. Čtyřikrát byl vybrán do nejlepší sestavy této soutěže 2018, 2019 2024 a 2025. V roce 2018 byl hráči zvolen nejlepším hráčem sezony PRO14.
V roce 2022 a 2024 byl světovou ragbyovou asociací vybrán do nejlepší sestavy světa. S reprezentací vyhrál v roce 2023 a 2024 Six Nations. Zúčastnil se MS 2019 a MS 2023. V roce 2021 a 2025 byl členem Britských a Irských lvů.